# Interaktives Beweissystem
Ein interaktives Beweissystem ist ein Begriff aus der Komplexitätstheorie. Dabei wird eine abstrakte Maschine, in welcher die Informationsverarbeitung durch den Austausch von Nachrichten realisiert ist, beschrieben. Ein interaktives Beweissystem muss die Completeness und Soundnessbedingung erfüllen.
Sie wurden 1985 von Shafi Goldwasser, Charles Rackoff und Silvio Micali eingeführt (wobei Preprints bis auf 1982 zurückgingen) und unabhängig von László Babai 1985, der darüber später ausführlich mit Shlomo Moran veröffentlichte. Die Autoren erhielten dafür den ersten Gödel-Preis 1993.

## Formal
Ein interaktives Beweissystem (IBS) ist ein Protokoll {\displaystyle (P,V)} zwischen einem Beweisführer (Prover) und einem Prüfer (Verifier). Dabei ist {\displaystyle P} eine PSPACE-Maschine und {\displaystyle V} eine probabilistische Turingmaschine mit polynomieller Zeitschranke. Beweisführer und Prüfer erhalten die gleiche Eingabe {\displaystyle x,|x|=n,} auf einem read-only Band. Das Protokoll umfasst polynomiell viele {\displaystyle p(n)} Runden, in denen nur polynomiell viele Nachrichten ausgetauscht werden dürfen. {\displaystyle (P,V)=(p_{1},v_{1},p_{2},v_{2},...,p_{p(n)},v_{p(n)})}
in der letzten Runde akzeptiert oder verwirft dann der Prüfer (ja/nein bzw. 1/0).
Ein {\displaystyle \mathrm {IBS} (P,V)} entscheidet eine Sprache {\displaystyle L\subseteq \Sigma ^{*}}, falls für alle Eingaben {\displaystyle x\in \Sigma ^{*}} gilt:
1. Ist {\displaystyle x\in L} so akzeptiert der Prüfer mit Wahrscheinlichkeit {\displaystyle P(x\in L)\leq (1-2^{-n})}
2. Ist {\displaystyle x\notin L} so gibt es kein {\displaystyle \mathrm {IBS} (P,V)}, das den Prüfer mit Wahrscheinlichkeit {\displaystyle P(x\in L)>2^{-n}} akzeptieren lässt.[1]

## Beispiel
Eingabe: Zwei Graphen {\displaystyle G_{1},G_{2}}
1. Arthur beginnt: Er wählt per Zufall einen der beiden Graphen ({\displaystyle G_{1}} oder {\displaystyle G_{2}}) aus und permutiert die Benennung der Knoten zu einem neuen, isomorphen Graph {\displaystyle H}. Diesen Graphen übermittelt er Merlin.
2. Merlin rechnet die Permutationen von {\displaystyle H} zurück und kann somit entscheiden, ob Arthur ursprünglich Graph {\displaystyle G_{1}} oder {\displaystyle G_{2}} ausgewählt hat. Merlin sendet daraufhin die Nummer des Graphen (1,2) an Arthur.
3. Arthur akzeptiert, wenn Merlin die richtige Zahl übermittelt.

Es ist bekanntermaßen schwierig herauszufinden, ob zwei Graphen isomorph sind (siehe Isomorphie von Graphen). Wenn {\displaystyle G_{1}} und {\displaystyle G_{2}} isomorph sind,
so kann Merlin nicht entscheiden, welchen Ursprung {\displaystyle H} hat.

## Grundidee
Der Beweisführer Merlin möchte dem Prüfer König Arthur eine Aussage beweisen. Arthur ist aber hinsichtlich seiner Aufnahmefähigkeit beschränkt und kann deswegen Merlins Beweis im Ganzen nicht folgen. Deswegen versucht Merlin Arthur den Beweis in kleinen Happen zu servieren, welche Arthur für sich ausrechnen kann. Der Beweisführer (Merlin) ist eine PSPACE-Maschine, der Prüfer (Arthur) ist P-beschränkt. Das Beispiel wurde von László Babai zuerst beschrieben.

## Komplexitätsklasse
Für die Komplexitätsklasse IP, die alle Entscheidungsprobleme enthält, die ein interaktives Beweissystem besitzen, gilt: IP = PSPACE

## Verallgemeinerung
Eine Verallgemeinerung ist MIP, Multiprover Interactive Proof System, mit mehr als einem Beweiser.